# Maria Sofia av Bayern
Maria Sofia av Bayern, född 4 oktober 1841 i Possenhofen, död 19 januari 1925 i München, var den sista drottningen av Bägge Sicilierna och gift med kung Frans II av Bägge Sicilierna. Hon var dotter till hertig Maximilian i Bayern och prinsessan Ludovika av Bayern. Hon var yngre syster till kejsarinnan Elisabeth av Österrike-Ungern.

## Biografi

### Drottning av Bägge Sicilierna
Maria Sofia blev drottning då maken besteg tronen den 22 maj 1859, tre månader efter deras bröllop. I september 1860 invaderades kungadömet av Garibaldi och paret for till Neapel för att söka skydd i Capua och, sedan denna stad erövrats i oktober, i fortet Gaeta 80 kilometer norr om Neapel. Fortet belägrades över årsskiftet 1860-1861 av Viktor Emanuel II:s styrkor, som bombarderade det med kanoner, en händelse som kallades "Bourbonernas sista fäste" och gav Maria Sofia berömmelse över Europa som hjältinna och krigardrottning: under belägringen arbetade hon uttryckligen för att uppmuntra försvararna, sköta deras sår, ge dem mat och utmana fienden att komma inom skotthåll för fortets kanoner.
Vid fortets och kungadömet Bägge Siciliernas nederlag 1861 bosatte sig paret i Rom, som då fortfarande inte hade erövrats av det enade Italien, där de under de närmaste åren hade diplomatiskt erkännande som Bägge Siciliernas legitima regering av de flesta av Europas stater.

### Senare liv
Hennes äktenskap var olyckligt: Maria Sofia och Frans fullbordade inte äktenskapet fysiskt på tio år eftersom Frans led av phimosis, och även känslomässigt var det en ofullbordad relation på grund av Frans' blyghet och religiösa fanatism. Hon födde 24 november 1862 en dotter i Sankta Ursulas kloster i Augsburg. Fadern var en officer vid det påvliga vaktgardet, Armand de Lawayss, vars familj sedan tog hand om dottern. Förlossningen hade ordnats efter ett familjeråd, som också krävde att hon avgav ett löfte att aldrig träffa Lawayss igen, samt erkänna förbindelsen för maken. Maken gick därefter med på att genomgå en operation som gjorde det möjligt för honom att ha samlag, och 24 december 1869 föddes deras dotter Maria Cristina Pia, död 28 mars 1870.
Efter att Rom 1870 erövrats av Italien levde paret i Bayern fram till Frans' död 1894. Hon flyttade sedan till Paris där hon utgjorde centrum för ett slags exilhov. År 1900 ryktades hon vara inblandad i attentatet på Italiens kung Umberto I med syfte att destabilisera den nya enade staten Italien. Dessa anklagelser har aldrig styrkts med bevis. Under första världskriget gav hon Österrike-Ungern och Tyskland sitt stöd mot Italien och anklagades för sabotage och spionage med syfte att splittra Italien och återupprätta Bägge Sicilierna. Hon avled i München. Hennes kvarlevor återbegrovs 1984 i Neapel.  

## Eftermäle
Maria Sofia var under sin samtid vida beundrad och idealiserad även bland sina politiska motståndare. Gabriele D'Annunzio kallade henne "den ståndfasta lilla bayerska örnen" och Marcel Proust "soldatdrottningen på Gaetas barrikader".